# Underdog (film)
Underdog (eng: Underdog) er en amerikansk familiefilm fra 2007 produceret af Spyglass Entertainment og Classic Media og distribueret af Walt Disney Pictures. Filmen er instrueret af Frederik Du Chau.
Filmen handler om en helt almindelig hund ved navn Shoeshine, der efter et uheld i et laboratorium, får enorme superkræfter og pludseligt kan tale som et menneske. Hunden bliver adopteret af en 15-årig dreng ved Jack, der bliver den eneste, der kender til hundens nye superkræfter. 
Filmen er baseret på et tegnet TV-serie fra 1960'erne med samma navn.
Medvirkende i genindspilningen fora 2007 er Jason Lee (kendt fra TV-serien My Name Is Earl), Alex Neuberger, og Amy Adams.
Hoverollen som hunden Shoeshine spilles af en rigtig hund, der ved hjælp af aninationsteknink kan tale, flyve og slås.
Filmen havde verdenspremiere i USA den 3. august 2007. I Danmark blev filmen udgivet direkte på DVD.